# Arteria palatina descendente
La arteria palatina descendente o palatina superior es una arteria que se origina como rama colateral descendente de la arteria maxilar.

## Ramas
Emite las siguientes ramas:
- Rama palatina mayor.
- Rama palatina menor.

## Distribución
Se distribuye hacia las encías, huesos y mucosa de la bóveda del paladar; termina en el velo del paladar.